# 罗氏长插蛛
罗氏长插蛛（学名：Silometopus reussi）为皿蛛科长插蛛属的动物。分布于英国、德国、俄罗斯以及中国大陆的新疆等地。该物种的模式产地在欧洲。